# Фрумкин, Яков Павлович
Яков Павлович Фрумкин (17 августа 1902, Смоленск — 1978, Киев) — советский психиатр, доктор медицинских наук, профессор. Младший брат советского хирурга-уролога Анатолия Павловича Фрумкина.

## Биография
Родился 17 августа 1902 года в Смоленске в семье инженера-химика Павла Марковича (Пинхуса Мееровича) Фрумкина.
В 1924 году окончил медицинский факультет МГУ. Ученик Петра Борисовича Ганнушкина (1875—1933). Работал на кафедре психиатрии Московского университета ординатором, ассистентом. С 1932 по 1975 год возглавлял кафедру психиатрии Киевского медицинского института. В 1932 году Фрумкину было присвоено звание профессора. Диссертацию на получение ученой степени доктора медицинских наук написал в 1940 г. («Эпилепсия — эпилептоидия»). В 1941—1944 годах работал в эвакуации в Челябинской психиатрической больнице. Входил в состав правлений Всесоюзного, Украинского республиканского и Киевского городского научных обществ невропатологов и психиатров. В 1964 г. ему было присвоено почетное звание Заслуженного деятеля науки и техники УССР.
Умер 2 октября 1978 года в Киеве. Похоронен на Байковом кладбище (участок № 1).

## Научная деятельность
Известен исследованиями в области клинической психиатрии — систематики, дифференциальной диагностики и лечения психических расстройств. Много лет работал над проблемой эпилепсии.
Киевская психиатрия стала сплавом санкт-петербургской, московской и собственной оригинальной психиатрических школ. Здесь слились организационное, экспериментально-лабораторное и клиническое направления. Сотрудники кафедры, возглавляемой Я. П. Фрумкиным, сотрудничали с терапевтами, инфекционистами, невропатологами, патофизиологами. Это сотрудничество позволило добиться значительного продвижения многих разделов психиатрии, особенно геронтопсихиатрического и гериатрии в целом, клиники эпилепсии, шизофрении, сосудистых, инфекционных и алкогольных психозов. Яков Павлович Фрумкин работал в Психоневрологическом институте вместе с Б. Н. Маньковским, сотрудничал с академиком А. А. Богомольцем в изучении гериатрической психиатрии и реактивности при психических заболеваниях. Я. П. Фрумкин описал типы течения психозов, внес крупный вклад в теорию и практику психиатрического диагноза. Яков Павлович Фрумкин разрабатывал проблемы инфекционной и алкогольной патологии, клиники шизофрении, психоза позднего возраста, описал типы течения психических заболеваний, клинику атеросклеротического галлюциноза, клинические формы и типы течения эпилепсии. Он автор более 150 научных работ и 4 монографий, которые были настольными книгами нескольких поколений психиатров. Среди его учеников — профессора И. Е. Сливко, И. А. Мизрухин, И. Я. Завилянский, Г. Л. Воронков, который наследовал его кафедру, Михаил Романович Мозиас.

## Основные труды
- «Клинико-диагностический метод П. Б. Ганнушкина» // Советская невропатология, психиатрия и психогигиена, 1933, Т. 2, вып. 5. — с. 10-11
- «Материалы к вопросу о клинической классификации эпилепсии» (1936)
- «Психиатрическая терминология» (1939)
- «Вопросы психиатрии», К., (1940)
- «Краткая дифференциальная диагностика некоторых психических заболеваний» (1950)
- «Учебный атлас психиатрии», совм. с Г. Л. Воронковым (1963)
- «Психиатрия. Таблицы и схемы», совм. с Г. Л. Воронковым и И. Д. Шевчук (1978)